# Kyzylkum

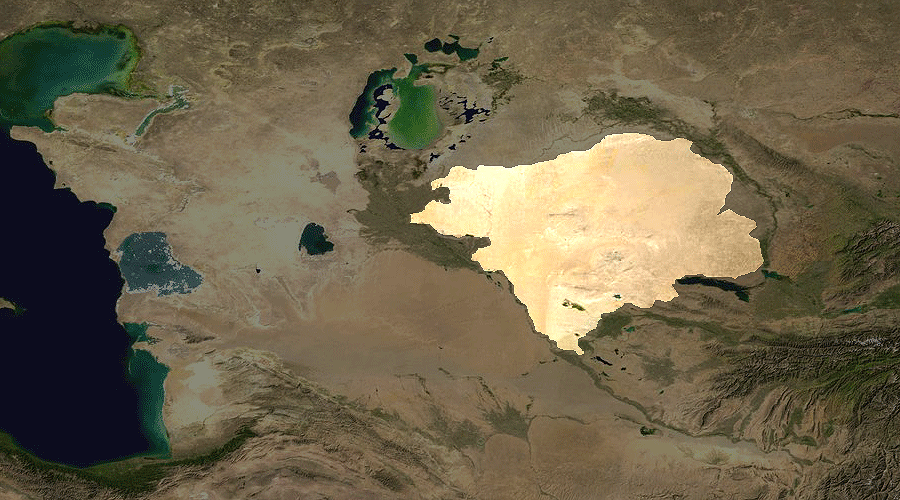
Poušť Kyzylkum na satelitním snímku

Kyzylkum (v českém překladu Červená poušť, uzbecky Qizilqum, kazašsky Қызылқұм) je poušť ve Střední Asii v meziříčí Amudarji a Syrdarji. Má rozlohu 298 000 km², a je tak jedenáctou největší pouští na světě. Jihozápadně od ní na levém břehu Amudarji se rozprostírá poušť Karakum.

## Popis
Poušť Kyzylkum zabírá 58 % rozlohy Uzbekistánu a říká se jí červená poušť, nikoliv však podle barvy zdejšího písku, ale kvůli trávě a keříkům, které zde rostou a rychle usychají, a způsobují tak temné zabarvení celé krajiny.

## Paleontologie
V této oblasti se nacházejí výchozy významného geologického souvrství Bissekty, kde jsou objevovány početné fosilie druhohorních dinosaurů a jejich současníků z doby před 92 až 90 miliony let. V současnosti už odtud známe zhruba 15 druhů dinosaurů.